# Ceviche

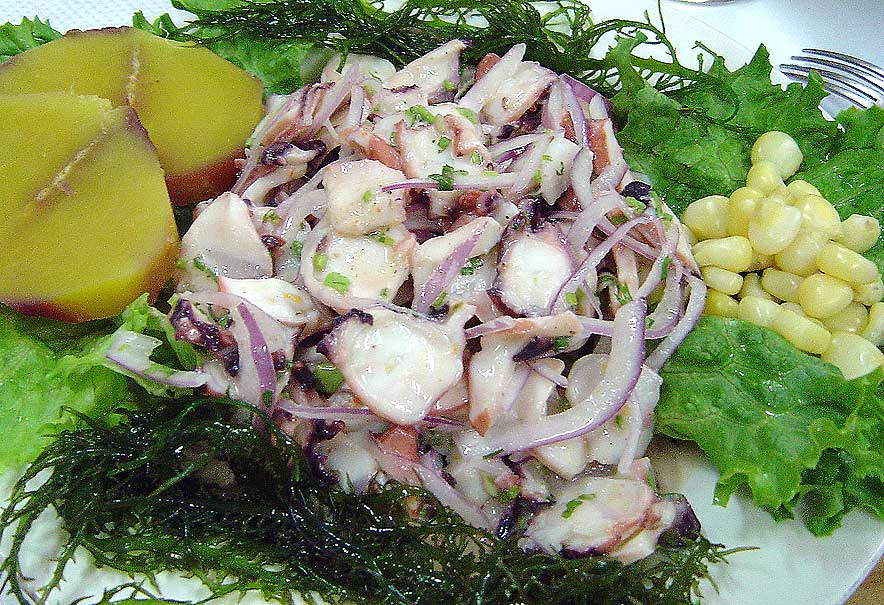
Ceviche

Ceviche is een rauwe-visschotel die vooral populair is in de Spaanstalige landen van Latijns-Amerika.
Voor de bereiding van ceviche kunnen verschillende soorten vis gebruikt worden. De vis wordt gemarineerd met citroen of limoen . Hier worden gesneden uien en chilipepers aan toegevoegd en het geheel wordt bestrooid met zwarte peper en zout. Het gerecht wordt meestal aangevuld met zoete aardappel, avocado, mais en sla.
Aangezien het hier om een gerecht met rauwe vis gaat worden bacteriën en parasieten die mogelijk in de vis voorkomen niet gedood. Een verkeerde bereiding kan dan ook gemakkelijk leiden tot voedselvergiftiging. In Thailand heeft het eten van een vergelijkbaar gerecht, Koi pla, geleid tot een epidemie van leverkanker als gevolg van besmetting met een parasitaire platworm.
De herkomst van het gerecht is mogelijk terug te voeren op de Moche, een beschaving in het noorden van het huidige Peru van ongeveer 1 tot 750 n.Chr..